# José Luis Santos
José Luis Santos (Madrid, 1953 - ibídem, 10 de agosto de 2016) fue un actor español.

## Biografía
Sus estudios y primeros trabajos se desarrollaron en los campos de la física y la informática, hasta llegar a ser ejecutivo de IBM, pero su admiración por el teatro le hizo estudiar arte dramático y empezar a dedicarse a esta profesión. Participó en numerosas representaciones de la Compañía Nacional de Teatro Clásico, especialmente durante la etapa de Eduardo Vasco, con papeles clásicos y contemporáneos, y también fue actor de reparto en diversas películas y series de televisión. Era valorado entre sus compañeros por su trabajo y su buen humor.
Falleció en su domicilio a causa de un cáncer y fue incinerado en el cementerio de San Isidro de su ciudad natal.

## Actuaciones

### Teatro
- El perro del hortelano (dir. Eduardo Vasco)
- El alcalde de Zalamea (dir. Eduardo Vasco)
- Del rey abajo, ninguno (dir. Laila Ripoll)
- La entretenida (dir. Helena Pimenta)
- La dama boba (dir. Helena Pimenta)
- Sueños y visiones del rey Ricardo III (dir. Carlos Martín)

### Cine
- De tripas corazón (1985)
- Don Juan, mi querido fantasma (1990)
- La noche más larga (1991)
- Fuera de juego (1991)
- El beso del sueño (1992)
- El ojo del fotógrafo (1993)
- La ley de la frontera (1995)
- Adosados (1996)
- Corazón loco (1997)
- La hora de los valientes (1998)
- La vuelta de El Coyote (1998)
- Manolito Gafotas (1999)
- Se buscan fulmontis (1999)
- Maestros (2000)
- XXL (2004)
- Alatriste (2006)
- La distancia (2006)

### Televisión
- El comisario (1999-2006)
- El internado (2008, como David Almansa)
- Amar es para siempre (2009, como Salomón)
- Cuéntame cómo pasó (2010, como Gaspar)
- El barco (2011-13, como Zúñiga)
- Aída (2012)
- Isabel (2013, como Alonso de Ojeda)
- Víctor Ros (2014)
- Velvet (2014, como Ortega)